# Гребиц
Гребиц (њем. Gröbitz) општина је у њемачкој савезној држави Саксонија-Анхалт. Једно је од 43 општинска средишта округа Бургенланд. Према процјени из 2010. у општини је живјело 490 становника. Посједује регионалну шифру (AGS) 15084190.

## Географски и демографски подаци
Гребиц се налази у савезној држави Саксонија-Анхалт у округу Бургенланд. Општина се налази на надморској висини од 214 метара. Површина општине износи 7,6 km². У самом мјесту је, према процјени из 2010. године, живјело 490 становника. Просјечна густина становништва износи 65 становника/km².